# Resolució 1967 del Consell de Seguretat de les Nacions Unides
La Resolució 1967 del Consell de Seguretat de les Nacions Unides fou adoptada per unanimitat el 19 de gener de 2011. Després de recordar les resolucions anteriors sobre la situació a Costa d'Ivori, incloses les resolucions 1933 (2010), 1942 (2010), 1946 (2010), 1951 (2010) i 1962 (2010), el Consell va augmentar el nombre de forces a l'Operació de les Nacions Unides a Costa d'Ivori (UNOCI) en 2.000.
La resolució reforçaria les forces de manteniment de la força de les Nacions Unides a 12.000.

## Resolució

### Observacions
En el preàmbul de la resolució, el Consell va recordar que el Secretari General de les Nacions Unides Ban Ki-Moon havia recomanat el desplegament de 2.000 soldats de pau addicionals amb caràcter temporal fins al 30 de juny de 2011, a més dels autoritzats a la Resolució 1942. Les tropes podrien ser redistribuïdes entre la Missió de les Nacions Unides a Libèria (UNMIL) i la UNOCI, de conformitat amb Resolució 1609 (2005).
Mentrestant, hi havia preocupació per la situació dels drets humans a Costa d'Ivori i la violència en curs.

### Actes
Actuant sota el Capítol VII de la Carta de les Nacions Unides, el Consell va autoritzar 2.000 tropes addicionals de la UNOCI a romandre al país, juntament amb els autoritzats a la Resolució 1942, fins al 30 de juny de 2011. Tres companyies d'infanteria i una unitat d'aviació des de la UNMIL van ser autoritzades a romandre a Costa d'Ivori durant quatre setmanes més si fos necessari, mentre que tres helicòpters armats serien transferits de la UNMIL a la UNOCI durant el mateix període. La resolució també va autoritzar el desplegament de 60 policies addicionals per fer front a multituds desarmades. Tots els arranjaments temporals seran revisats pel secretari general abans del 31 de març de 2011.
El Consell va exigir que totes les parts respectessin la seguretat i llibertat de circulació de la UNOCI, altres persones de les Nacions Unides i tropes franceses de suport. A més, va exigir que, sense perjudici de la llibertat d'expressió, els mitjans estatals, inclosa Radiodiffusion Télévision Ivoirienne, deixessin de propagar informació falsa sobre les Nacions Unides i la incitació a l'odi i violència. El Consell va reiterar l'amenaça de sancions per als qui impedeixin el treball de la UNOCI.